# 메이사 햄튼
메이사 햄튼(Meissa Hampton)은 미국의 배우이다.
실버스프링에서 태어났다.

## 영화
- 마이 브라더 잭 (2013년)
- 머라이어 (2009년)
- 업타운 (2009년)